# スロイス
スロイス（オランダ語: Sluis）は、オランダ南西部のゼーウス＝フラーンデレン地方西部に位置する基礎自治体（ヘメーンテ。以下、本稿では便宜上「市」と表記する）および町。
前者は2003年1月1日に、オーストブルフ (Oostburg) とスロイス＝アールデンブルフ (Sluis-Aardenburg) の各市が合併して発足した。このうちスロイス＝アールデンブルフ市は、1995年にそれまでのスロイス市とアールデンブルフ市が合併して生まれた市であった。

## スロイス市
スロイス町に加えて、スロイス市は下記の地区からなる。
| - アールデンブルフ (Aardenburg) - ブレスケンス (Breskens) - カトザント (Cadzand) - ドラーイブルフ (Draaibrug) - エーデ (Eede) - フルーデ (Groede) - ヘイレ (Heille) | - ホーフトプラート (Hoofdplaat) - エイゼンデイケ (IJzendijke) - ニーウフリート (Nieuwvliet) - オーストブルフ (Oostburg) - レトランヘメント (Retranchement) - スホーンデイケ (Schoondijke) | - シント・アンナ・テル・モイデン (Sint Anna ter Muiden) - シント・クロイス (Sint Kruis) - テルホフステーデ (Terhofstede) - ワーテルラントケルキェ (Waterlandkerkje) - ゾイトザンデ (Zuidzande) - ズウィンドルプ (Zwindorp) |

ブレスケンスとフリシンゲンとの間の西スヘルデ川には、フェリーが運航されている。2003年にテルヌーゼン郊外に西スヘルデトンネルが開通してからは、フェリーは歩行者および自転車専用となった。
スロイス町の西およそ1kmにある人口わずか50人（2001年）の小さな村、シント・アンナ・テル・モイデン (Sint Anna ter Muiden) がオランダ本土の最西端である。
2013年に作製されたスロイス市の地勢図

## スロイス町

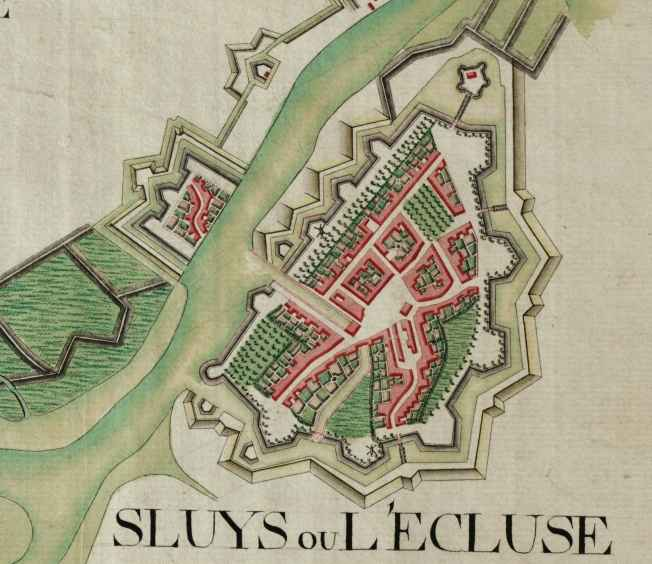
1775年ごろの「フェラリスの地図」に記されたシント・アンナ・テル・モイデンとスロイス

スロイス町は、1290年に都市権を取得した。1340年にはこの近海で、スロイスの海戦が起きた。人口は2040人（2001年）。町内のアウト・スロイスは2006年から、オランダ国内に2軒しかないミシュラン三ツ星レストランのひとつとなっている。

## ゆかりの人物
- ヤーコプ・ファン・ロー - 17世紀の画家
- ヨハン・ヘンドリク・ファン・ダーレ - 「ファン・ダーレ蘭語大辞典」の編者
- エルンスト・オップラー - ドイツ人の画家。スロイスに数年間居住した